# دارك ماتر
دارك ماتر (بالإنجليزية: DarkMatter)‏ هي شركة إماراتيّة للأمن السيبراني تأسّست في عام 2014. تصفُ الشركة نفسها بأنها شركة دفاعية بحتة لكنّ العديد من كاشفي الفساد زعموا أنها متورطة في عددٍ منَ الأعمال الخبيثة المُتعلّقة بالأمن السيبراني بما في ذلك الاختراق والقرصنة بتوجيهٍ منَ الحكومة الإماراتية.

## التاريخ
تأسّست شركة دارك ماتر في عام 2014 أو 2015 على يدِ فيصل البناي مؤسس شركة بيع الهواتف المحمولة أكسيوم تليكوم ونجل قائد في القيادة العامة لشرطة دبي.
بحلول عام 2014 انطلقت شركة زيلين 1 وأصبحت نشِطة في فنلندا وهي شركة ستُصبح مملوكة بالكامل لشركة دارك ماتر فيما بعد. جاء إطلاق دارك ماتر بشكلٍ رسمي في العام المُوالي وذلكَ خلال القمة السنوية الثانية لمدن المستقبل العربية. في ذلك الوقت؛ أعلنت الشركة عن تخصّها في أمن الشبكات وتصليح الأخطاء المُتعلّقة بالنت كما وعدت بإنشاء هاتف محمول جديد وآمن. لقد روّجت دارك ماتر لنفسها على أساسِ أنها «شركة دفاع واستخبارات رقمية» تابِعة لدولة الإمارات العربية المتحدة.
في عام 2016؛ حلت شركة دارك ماتر كبديلٍ لشركة سايبر بوينت من أجلِ استكمال مشروع الغُراب (بالإنجليزية: Project Raven)‏. في نفسِ العام حاولت دارك ماتر الحصولَ على خبرة في تطوير الهواتف الذكية في أولو بفنلندا ما يُفسّر عدد المهندسين الفلنلديين الذينَ يعملون لصالحها.
بحلول أوائل عام 2018؛ بلغَ حجم أعمال دارك ماتر مئات الملايين من الدولارات، علمًا أن 80% من أعمالها ومشاريعها كانت فيهِ الحكومة الإماراتيّة هي الطرفُ الثاني (الشاري) إلى جانبِ المنظمات ذات الصلة بما في ذلك شركة إن إيه إس آي. لقد نجحت دارك ماتر في تطويرِ نموذجٍ الهاتف الذكي أطلقت عليهِ اسمَ «كَاتِم» بمعنى صامت.
وثيقة مسربة من 507 صفحات، تضمنت رسائل بريد إلكتروني بين موظفي شركة Corellium للأمن السيبراني وموظفي DarkMatter في الإمارات العربية المتحدة. وكشفت أن الشركة الأمنية عرضت أو باعت أدواتها إلى DarkMatter ومجموعة NSO في إسرائيل. وفقًا لـ Corellium ، كان لدى الشركتين حق الوصول إلى "إصدار تجريبي محدود الوقت / محدود الوظائف من برنامج Corellium" ، ومع ذلك ، كشف البريد الإلكتروني أن DarkMatter كان "معجبًا جدًا" و "مهتم بشرائه". حتى أن الشركة الإماراتية طلبت من كوريليوم عرض أسعار.

## الأعمال
بالإضافة إلى عملها في مجالِ الأمن السيبراني فإنّ دارك ماتر تعملُ بشكلٍ دوري على شراء هاكر عادةً ما يكونون غير أخلاقيين للعملِ لصالحها ومساعدتها في حلّ المشاكل التقنيّة التي قد تواجهها وتحصلُ الشركة الإماراتيّة على هذا النوع من المُبرمجين من خلال تنظيم مؤتمر القبعات السوداء أو المُشاركة فيهِ عندما يُنضّم في دولةٍ أخرى. ليس هذا فقط؛ فدارك ماتر تعملُ على توقيعِ عقودٍ معَ الموظفين السابقين لوكالة الأمن القومي الأمريكية لمُساعدتها أيضًا كما تقومُ باستقطابِ خبراء آخرين من شركات تقنية أو مُنافسة لها كما حصلَ حينما قامت بجلبِ عددٍ من المبرمجين والمصمّمين الذين كانوا يعملونَ في الأصل لصالحِ شركة سايبر بوينت.

## التجسّس

### مشروع الغراب
مشروع الغُرَاب أو مشروع الغراب الأسود هوَ الاسم الذي يُطلَق على مبادرة سرية تقومُ من خلالها دولة الإمارات العربية المتحدة بالتجسّس على مسؤولين في الحكومات الأخرى ونشطاء حقوق الإنسان بالإضافةِ إلى «المتشددين». لقد ضمّ مشروع الغراب عددًا من عملاء المخابرات الأمريكية السابقين الذين عملوا على تطبيقِ خبراتهم في مجال اختراق الهواتف وأجهزة الكمبيوتر للمساعدة على نجاحِ المشروع. حسبَ تقريرٍ مفصلٍ ومطوّلٍ لوكالة رويترز فقد تمّت معظمُ عمليّات مشروع الغراب في قصرٍ يقعُ في مدينة أبو ظبي ويُطلق عليه اسمَ «الفيلا».
في الفترة المُمتدة من 2014 حتى عام 2016؛ عملت شركة سايبر بوينت على تزويدِ مشروع الغراب بكل ما يحتاجهُ من أجهزة إلكترونية ومخترقين منَ الولايات المتحدة؛ بل تُشير بعض التقارير إلى أن سايبر بوينت قد تعاقدت معَ شركة التجسس الإيطالية هاكينج تيم التي أضرت بسمعة سايبر بوينت كشركةٍ أمنيةٍ دفاعيةٍ عبر الإنترنت. بعدَ فضيحة هذه الأخيرة وتضرر سمعتها كثيرًا؛ برزت دارك ماتر أكثر فأكثرَ فعملت أبو ظبي على التعاقدِ معها كبديلٍ لسايبر بوينت من أجلِ استكمال مشروع الغراب بل قامت بالتعاقدِ معَ عددٍ من التقنيين والأمنيين الذين كانوا يعملون لصالحِ سايبر بوينت واستقدمتهم للعمل مع دارك ماتر. بعد ذلك؛ وسّع مشروع الغراب نطاق المراقبة ليشمل التجسّس على بعضِ الأمريكيين الذين لم يُكشف عن هويّاتهم ما يعني تورط موظفي المشروع – بعضهم من الولايات المتحدة نفسه – في سلوك غير قانوني وهذهِ هي النقطة التي انطلقت منها رويترز في بحثها للكشفِ عنِ «الدور الخفيّ» للشركة في المشروع وحقيقة ما تقوم به.
في 26 أغسطس 2022 ، مُنع ثلاثة عملاء سابقين في المخابرات الأمريكية ساعدوا الإمارات في التجسس على نشطاء حقوق الإنسان والصحفيين والحكومات ، من أنشطة تصدير الأسلحة بموجب صفقة أعلنتها وزارة الخارجية. مُنع العملاء، مارك باير وريان آدامز ودانييل جيريك ، لمدة ثلاث سنوات من المشاركة بشكل مباشر أو غير مباشر في أي أنشطة تخضع لقواعد التجارة الدولية في الأسلحة (ITAR).

### برنامج كارما
في عام 2016؛ اشترى القائمونَ على مشروع الغراب الأسود الذي تُديره شركة دارك ماتر برنامجًا للتجسس يُدعى «كارما». هذا الأخير هو برنامجٌ خبيث يتمكّن من اختراق هواتف وأجهزة الآي فون عن بعدٍ وفي أي مكان في العالم بل الأخطر من ذلك هو تمكّنه من هذه العمليّة دونَ الحاجة إلى أي تدخل من جانب مالكِ الجهاز أي دون الحاجةِ لانتظار نقرهِ على رابطٍ ملغم أو شيء من هذا القبيل. تبيّن فيما بعد – حسبَ التحقيقات التي قامت بها مؤسّسة سيتيزن لاب بالشراكة معَ مؤسسات أخرى – أن برنامجَ كارما كانَ يستغلّ ثغرة الهجوم دون انتظار في تطبيق آي ماساج الخاص بالجهاز. حسب ذات التحقيقات فإن عملاء مشروع الغراب الأسود قد تمكنوا من الوصول لكلمات المرور ورسائل البريد الإلكتروني والرسائل النصية والصور وبيانات التطبيقات من أجهزة آي فون التي تمّ اختراقها بواسطةِ هذا البرنامج.
هذه قائمة بالأشخاص المُحتمل تعرض هواتفهم للاختراق بواسطةِ برنامج كارما حسبَ ما تمّ تسريبهُ:
- أمير قطر الشيخ تميم بن حمد آل ثاني بالإضافة إلى شقيقه والعديد من المقربين الآخرين منه.[4]
- نادية منصور زوجة الناشط الحقوقي الإماراتي أحمد منصور.[1][4]
- الصحفي البريطاني روري دوناغي.[1][4]
- مئات الأهداف الأخرى في أوروبا والشرق الأوسط بما في ذلك مسؤولون في حكومات اليمن وإيران وتركيا.[4]

بحلول عام 2017 وبعدَ انكشاف «فضيحة التجسّس» قامت شركةُ آبل بتصحيح بعض الثغرات الأمنية التي كان يستغلّها برنامج كارما مما حدّ من فعاليتهِ بشكلٍ كبير.

## الجدل
في عام 2016 أعربَ اثنين من العاملين في شركة دارك ماتر عن مخاوفهم من أن الشركة الإماراتية تهدفُ إلى أن تصبح هيئة الشهادات في العالَم. وفي حالة ما صارت كذلك فسيمنحها هذا الأمر القدرة من الناحيّة التقنية على إنشاء شهادات احتيالية أو مزوّة والتي من شأنها أن تسمح للمواقع الاحتيالية أو البرامج الخبيثة بالتنكر والظهور بصورةِ مواقع أو برامج مشروعة ومُقنّنة. هذه القدرات، إذا ما أسيء استخدامها فسيسمحُ لدارك ماتر بتطويرِ مهاراتها على مستوى إخفاء البرامج الخبيثة وصعوبة كشفها فضلًا عن تمكّنها من فك تشفير بروتوكول نقل النص التشعبي الآمن (HTTPS) المُستخدم في فايرفوكس أو جوجل كروم ما سيُسهّل بشكلٍ كبيرٍ جدًا عمليات الاختراق عبرَ الهجمات بالوسيط.
في 28 كانون الأول/ديسمبر 2017 طلبت شركة دارك ماتر من موزيلا تَضمينها كمرجعٍ موثوقٍ به في متصفح الويب فايروفكس. لأكثر من عام؛ عملَ الفريق التقني في موزيلا على مراجعةِ المخاوف المتعلقة بممارسات دارك ماتر الفنية والتقنية وتساءلوا في النهاية على هذا الأساس عمّا إذا كانت الشركة الإماراتية قد استوفت المتطلبات والشروط الأدنى لإدراجها كمرجع موثوق به.
في 30 كانون الثاني/يناير 2019؛ نشرت رويترز تحقيقًا كشفت فيهِ عن مشروع الغراب الأسود، كما شاركت نتائج التحقيق مع الفريق التقني في موزيلا. بعد ذلك؛ طلبت مؤسسة الجبهة الإلكترونية وغيرها من موزيلا رفض طلب دارك ماتر على أساس أن التحقيق أظهر أن الشركة غير موثوق بها وقد تستخدمُ قدراتها بشكلٍ سيء. حتى مارس/آذار من عام 2019 كانت المشاورات العامّة بين الفريق التقني في موزيلا لا زالت جارية حولَ مصداقيّة دارك ماتر من عدمها.